# Il giglio dorato
Il giglio dorato (Golden Trillium) è un romanzo fantasy del 1993 scritto da Andre Norton (nell'edizione italiana accreditato come collaborazione con Marion Zimmer Bradley), terzo volume della cosiddetta serie del giglio, un gruppo di romanzi in cui solo il primo libro venne sviluppato collettivamente e le cui successive opere sono state sviluppate indipendentemente da tre autrici senza rispettare la continuità tra di loro.

## Trama
Il giglio dorato racconta le vicende della principessa Kadiya, la più dinamica e avventurosa delle tre principesse protagoniste del primo romanzo scritto a sei mani da Zimmer Bradley, Norton e May. Kadiya, che rispecchia il classico cliché dell'amazzone.
La principessa Kadiya dovrà affrontare in questa sua avventura una tremenda pestilenza impossessatasi delle paludi e anche lei, come le due sorelle nel libro precedente si innamorerà.

## Edizioni
I romanzi Il giglio dorato e Il giglio celeste sono stati pubblicati in Italia come se fossero delle collaborazioni di Marion Zimmer Bradley rispettivamente con Andre Norton e Julian May. In realtà questi due romanzi sono stati scritti rispettivamente da Norton e May senza l'intervento di Zimmer Bradley (come risulta chiaro dalle edizioni originali).